# 우리에게 내일은 없다
《우리에게 내일은 없다》(영어: Bonnie and Clyde)는 1967년 아서 펜 감독이 제작한 미국 영화이다. 워런 비티와 페이 더너웨이가 주연을 맡았다. 대공황 시대의 실제 은행 강도였던 보니와 클라이드의 만남과 죽음에 이르기까지를 그린 범죄 영화이다. 1967년 《졸업》과 함께 당대 사회에 어마어마한 충격을 줬다.
이때부터 사회가 자유로워지며 본격적으로 고수위의 영화들이 개봉하기 시작했다. 또한 이 영화의 개봉을 기점으로 클래식 할리우드 시기가 완전히 막을 내렸다. 이 영화는 아카데미상 아카데미 여우조연상(에스텔 파슨즈)과 아카데미 촬영상 (버넷 구피)을 수상했으며 미국 국립영화등기부에 보존되는 영화 100선 중 하나가 되었다.
대공황이 맹위를 떨치던 1930년대 중반, 각지에서 강도행각을 벌였던 클라이드 배로우와 보니 파커의 실화를 바탕으로 그려져 있다.

## 줄거리
1930년대 미국 대공황기, 클라이드 배로우(워런 비티)는 감옥에서 출소한 지 얼마되지 않은 백수였다. 그가 시골 마을의 여종업원인 보니 파커(페이 더너웨이)의 어머니의 차를 훔치기 위해 주변을 맴돌다 보니를 만나게 되는 장면에서 영화는 시작된다.
지루한 일상생활에 질렸던 보니와 클라이드는 흥미를 가져, 클라이드가 그녀의 면전에서 식료품 강도행각을 벌임으로써 더욱 흥분한다. 두 사람은 차를 훔치고 마을에서 마을로 은행 강도를 반복하게 된다.
둘이서 여행을 하는 동안 보니는 클라이드에게 점점 매료되어 가지만, 클라이드는 자신이 연인이 될만한 사람이 아니라고 말하고 그녀를 거절한다.

## 캐스팅
- 워런 비티 (클라이드 배로우 역)
- 페이 더너웨이 (보니 파커 역)
- 마이클 J. 폴러드 (C. W. 모스 역)
- 진 해크먼 (벅 배로우 역)
- 에스텔 파슨스 (밸런치 배로우 역)
- 덴버 파일 (프랭크 해머 역)
- 듀브 테일러 (아이번 모스 역)
- 진 와일더 (유진 그리저드 역)
- 에번스 에번스 (벨마 데이비스 역)
- 마블 캐빗 (파커 부인 역)

## 등장 인물
- 보니 파커(배우 : 페이 더너웨이)

텍사스의 시골 마을에서 웨이트리스로 일하고 있는 여자. 출소한 클라이드와의 만남에서 범죄에 매료되어 그와 행동을 같이 한다.
- 클라이드 배로우(배우 : 워런 비티)

감옥을 나오자마자, 보니 집의 차를 훔치려 한 것으로부터 그녀와 알게 된다. 보니와 의기투합해 은행 강도 · 살인을 반복한다.
- C. W. 모스(배우 : 마이클 J. 폴라드)

미련한이지만 차량에 전체 불량 청년. 가난한 농가의 아들. 보니와 클라이드에 스카우트된다.
- 벅 배로우(배우 : 진 해크먼)

클라이드의 형. 중간에 집에 방문한 클라이드와 합류해, 아내와 함께 범죄에 발을 담근다.
- 블랜치 배로우(배우 : 에스텔 파슨스)

다시 아내. 보니와 마지막으로 부상하여 중요한 역할을 연기.
- 프랭크 해멀(배우 : 덴버 더미)

텍사스 레인저의 일원. 보니와 클라이드에 걸려 수치를 당한다. 이후 집요하게 강도단을 쫓는다.
- 유진 그래저드(배우 : 진 와일더)

보니와 클라이드에게 차를 도난당한 청년. 무리를 쫓아갔지만 반대로 붙잡혀 같은 차에 태워졌다. 직업은 장의사.
- 벨마 데이비스(배우 : 에반스 에반스)

유진의 연인. 그와 함께 클라이드들의 차로
- 아이번 모스(배우 : 더빙 테일러)

아내를 잃은 농부. 범죄에 손을 물들인 아들 C. W.를 구하기 위해 경찰과 거래를 한다.

## 같이 보기
- 하이스트 영화